# 美男奴隷
『美男奴隷』（びなんどれい）は、梶山季之の長編小説。『週刊女性自身』（光文社）に1968年（昭和43年）から連載された。

## 内容
『男を飼う』がありとあらゆるフェティシズムを縦横無尽に紹介、舞台も海外に展開する大河小説の趣を有するのに対し、本作はテーマをSMや女装に絞り込み、また女性誌に掲載されたこともあり、女性視点の描写を多用した作品になっている。

## 登場人物
- 中里千絵 - 高校三年生。文芸部員。18歳。
- 小鍋健吉 - 国語教師。
- 光岡万里子 - 千絵と同じ高校の同級生。演劇部長。
- 藤島琢也 - 企業家。女漁りが趣味の大金持ち。
- 藤島安雄 - 琢也の四男。イラストレーター。37才。女装してストッキングやハイヒールの女装美少年を愛撫する。
- エリー - 女装の金髪美少年。17才。
- ジャクリーヌ - 同。16才。
- 田村順二郎 - 画廊の経営者。
- 栗原巻太郎 - 週刊誌の芸能記者。

## 書誌情報
- 『美男奴隷』光文社　1969年
- 『美男奴隷』光文社文庫　1987年 ISBN 4-334-70544-8